# Агафонов, Денис Николаевич
Денис Николаевич Агафонов (6 апреля 1975, Рубцовск, СССР) — российский игрок в мини-футбол, защитник.

## Биография
В 17 лет стал игроком екатеринбургского ВИЗа, который возглавил его отец, тренер Николай Агафонов. В 1996—1998 годах выступал за «Уралмаш-М», также возглавляемый его отцом, после чего вернулся в ВИЗ. После возвращения стал одним из лидеров команды. Три сезона подряд (1998-99, 1999-00 и 2000-01) признавался лучшим защитником чемпионата. Завершил карьеру в 2006 году прощальным матчем между «ВИЗ-Синарой» и чемпионской сборной России по мини-футболу образца 1999 года.
Сыграл 38 матчей и забил 8 голов за сборную России по мини-футболу. В её составе стал чемпионом Европы в 1999 году, а также выиграл бронзу континентального первенства в 2001 году.

## Достижения
- Чемпион Европы по мини-футболу 1999
- Бронзовый призёр чемпионата Европы по мини-футболу 2001

Личные:
- Лучший защитник чемпионата России (3): 1998/99, 1999/00, 2000/01